# Religión en Polonia
Polonia es uno de los países más religiosos de Europa. Aunque existen diversas comunidades religiosas en Polonia, la mayoría de los polacos adhieren al cristianismo. Dentro de esto, el grupo más grande es la Iglesia católica: el 92,9% de la población se identificó con esa denominación en 2015 (censo realizado por la Oficina Central de Estadística (GUS)); según el Instituto de Estadísticas de la Iglesia Católica, el 36,7% de los creyentes católicos polacos asistieron a los servicios religiosos de los domingos en 2015. Polonia es considerado, pues, como uno de los países más católicos del mundo. Neal Pease describió a Polonia durante el período de la Segunda República (1918-1939) como "la hija más fiel a Roma".
El catolicismo sigue siendo importante en la vida de muchos polacos, y la Iglesia católica en Polonia goza de prestigio social e influencia política.[cita requerida] Sus miembros lo consideran un depósito del patrimonio y la cultura polaca. Polonia afirma tener la mayor proporción de ciudadanos católicos de cualquier país de Europa, excepto Malta y San Marino (más alto que en Italia, España e Irlanda, todos los países en los que la Iglesia católica ha sido la única religión establecida).
Según datos del instituto CBOS de diciembre de 2021, durante las tres décadas anteriores el porcentaje de jóvenes que asisten regularmente a las iglesias católicas ha bajado del 69 % al 23 %, y el número de no practicantes ha pasado del 8 % al 40 %. La socióloga Mirosława Grabowska considera que los ambientes urbanos de la sociedad polaca están en gran medida secularizados, mientras que los católicos practicantes —en su mayoría simpatizantes del partido político Ley y Justicia— son personas mayores, con menos formación y procedentes de ciudades pequeñas y entornos rurales. Según el mismo estudio, durante este período también se habría generalizado una actitud de desconfianza e incluso aversión hacia la Iglesia católica en el país, habiéndose mencionado como razones concretas la pederastia, la avaricia del clero y su injerencia en la política, aunque la mayoría de encuestados expresó una aversión general o bien una pérdida de fe.
El resto de la población se compone principalmente de ortodoxos orientales (Iglesia ortodoxa polaca) (507 196 creyentes polacos y bielorrusos), varias iglesias protestantes (la mayor de las cuales es la Iglesia Evangélica de la Confesión de Augsburgo en Polonia, con 61 217 miembros) y los Testigos de Jehová (116 935).[cita requerida] Hay alrededor de 55 000 griegos católicos en Polonia. Otras religiones practicadas en Polonia, por menos del 0,1% de la población, incluyen el judaísmo, el islam, el hinduismo y el budismo.